# Join, or Die

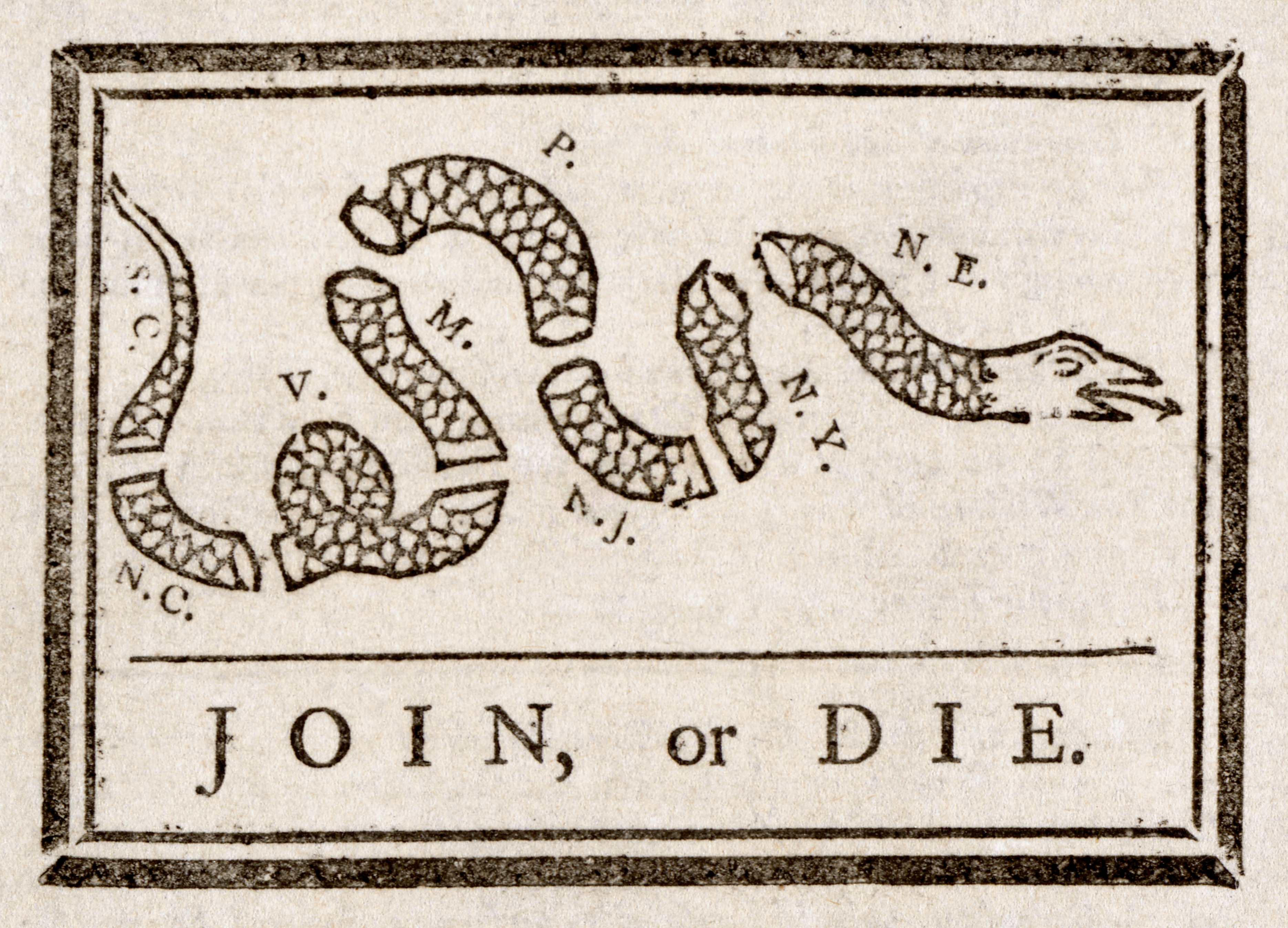
La caricatura denominada Join, or Die, de Benjamin Franklin, se reutilizó para alentar a las excolonias a unirse contra el régimen británico.

Join, or Die (Únanse o mueran) es una caricatura editorial atribuida a Benjamin Franklin. Publicada el 9 de mayo de 1754 en el periódico Gazette, es la representación gráfica de la unión colonial producida por un colono británico en América más antigua de la que se tienen registros. Se trata de una xilografía de una serpiente dividida en ocho partes, y cada segmento está rotulado con las iniciales de una de las trece colonias o regiones. Uno de los segmentos representa a Nueva Inglaterra como región en lugar de las cuatro colonias de las que estaba compuesta en aquella época. Delaware no aparece en forma independiente, dado que formaba parte de Pensilvania. Georgia, sin embargo, se omitió por completo. Por lo tanto, la serpiente está formada por ocho segmentos en lugar de trece. Las dos colonias británicas en América del Norte que se encontraban más al norte, Nueva Escocia y Terranova, no están representadas, como tampoco lo están las colonias británicas del Caribe. La caricatura fue publicada junto con un editorial escrito por Franklin sobre el "estado de desunión" de las colonias, con el objetivo de enfatizar la importancia de la unidad colonial. Se convirtió en un símbolo de la libertad colonial durante la Guerra de Independencia de los Estados Unidos.

## Importancia durante la Guerra de los Siete Años
También conocida como la Guerra franco-india, la Guerra de los Siete Años fue un enfrentamiento entre Gran Bretaña, Francia y sus aliados nativos americanos por el control de las tierras que se encontraban al oeste de los Montes Apalaches. Durante la guerra, los colonos no llegaron a un acuerdo sobre si debían o no luchar contra los franceses y sus aliados, lo que dejó en evidencia la falta de organización contra una amenaza externa. Según el escritor Philip Davidson, Franklin, como propagandista, conocía la influencia que podrían tener las caricaturas políticas. Franklin había propuesto el Plan de Albany, cuyo objetivo era crear un gobierno unificado para las trece colonias, y su caricatura sugería que la unión era necesaria para evitar la destrucción. Al respecto, escribió:

Parece ser que la confianza que tienen los franceses en este proyecto se basa en gran medida en el presente estado de desunión de las colonias británicas, y la extrema dificultad de lograr que tantos gobiernos y asambleas distintas logren un acuerdo para tomar medidas rápidas y eficaces para nuestra defensa y seguridad común; mientras que nuestros enemigos tienen la enorme ventaja de estar unidos bajo un solo [gobierno].

## Importancia antes y durante la Revolución de las Trece Colonias

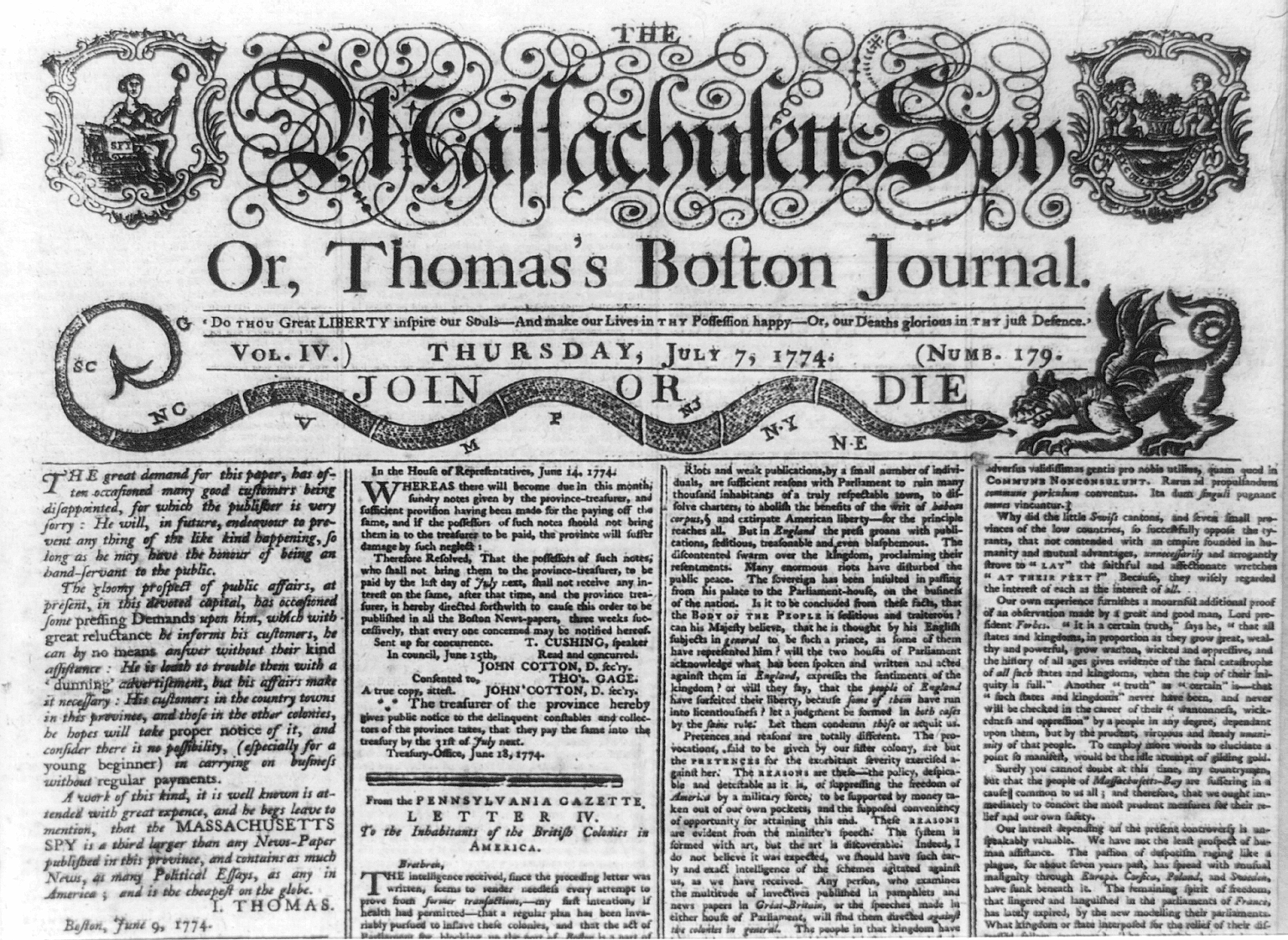
Massachusetts Spy, 7 de julio de 1774.

La caricatura editorial de Franklin adquirió un nuevo significado en los años que precedieron a la Revolución de las Trece Colonias, en especial entre 1765 y 1766, durante el Congreso Continental contra la ley del sello. Los colonos de América del Norte que estaban en contra del gobierno británico incluyeron la caricatura en el Constitutional Courant para persuadir al resto de los colonos. Sin embargo, los patriotas, quienes asociaban la imagen con la eternidad, la vigilancia y la prudencia, no fueron los únicos que realizaron una nueva interpretación de la caricatura. Los lealistas asociaron la caricatura con tradiciones bíblicas, como la astucia, el engaño y la traición. El mismo Franklin se opuso al uso de la caricatura, ya que por aquellos años apoyaba una política más moderada; en 1766, publicó una caricatura nueva, MAGNA Britannia: her Colonies REDUCED, donde advirtió del peligro de que Gran Bretaña perdiera sus colonias en América mediante una imagen de una figura femenina (Britannia) con sus extremidades cortadas. Por la caricatura original de Join, or Die, sin embargo, en Inglaterra se consideró al Courant como uno de los periódicos más radicales.
La diferencia entre el uso de Join, or Die en 1754 y 1765 fue que Franklin la había diseñado para unir a las colonias con el objetivo de "manejar las relaciones con los nativos" y defenderse de Francia, pero en 1765 los colonos la usaron para alentar la unión colonial contra los británicos. También durante esta época, la frase "Join, or Die" ("Únanse o mueran") cambió a "Unite, or die" ("Unión o muerte") en algunos estados como Nueva York y Pensilvania.
Poco después de la publicación de la caricatura durante el Congreso Continental, se imprimieron distintas versiones en Nueva York y Massachusetts; unos meses después, en Virginia y Carolina del Sur. En algunos estados, como Nueva York y Pensilvania, la caricatura siguió publicándose semana tras semana durante más de un año. El 7 de julio de 1774, Paul Revere la alteró para que pudiese imprimirse en la portada del periódico Massachusetts Spy.

## Legado
La caricatura ha sido reimpresa y vuelta a dibujar en numerosas ocasiones a lo largo de la historia de los Estados Unidos. Algunas variantes tienen textos distintos, como "Unite or Dead", o segmentos rotulados de otra forma, dependiendo de los órganos políticos a los que esté dedicada. Durante la Revolución de las Trece Colonias, la imagen se convirtió en un poderoso símbolo de la unión colonial y resistencia a la opresión por parte de los británicos. Volvió a usarse, con las adaptaciones correspondientes, por ambos bandos durante la Guerra Civil de los Estados Unidos.
La traducción latina de "Join, or Die" (Jungite aut Perite) es el lema oficial del equipo de fútbol Philadelphia Union. Su logotipo incluye una serpiente, también en referencia a la caricatura.
En los créditos iniciales de la miniserie John Adams, aparecía una bandera con esta caricatura; asimismo, "Join, or die" es el título de la primera parte de la miniserie.
En el episodio "Dead Air", de la octava temporada de la serie NCIS, el símbolo del grupo terrorista Military At Home es una imagen de la serpiente de la caricatura.
"Join Or Die" es el nombre de la edición especial del videojuego Assassin's Creed III, ambientado durante la Revolución de las Trece Colonias.

## Lectura complementaria
- Copeland, David. "'Join, or die': America's press during the French and Indian War." Journalism History (1998) 24#3 págs.: 112–23 en línea
- Olson, Lester C. "Benjamin Franklin's pictorial representations of the British colonies in America: A study in rhetorical iconology." Quarterly Journal of Speech 73.1 (1987): 18–42.

- Datos: Q1136099
- Multimedia: Join, or Die / Q1136099